# Zhuhai
Zhuhai (chinois : 珠海市 ; pinyin : zhūhǎi shì) est une ville-préfecture sur la côte sud de la province du Guangdong en Chine, limitrophe de Macao (澳门).
Située dans le delta de la rivière des Perles, Zhuhai a comme voisins Jiāngmén (江门市) au nord-ouest, Zhōngshān (中山市) au nord et Macao au sud. Zhuhai a été l'une des premières zones économiques spéciales des années 1980.
Les habitants communiquent surtout en Zhuhai hua (珠海话), un dialecte du mandarin imprégné de cantonais et d'expressions typiquement locales. Cette langue est majoritairement issue du mandarin en raison de la population chinoise hétéroclite de la municipalité, ayant majoritairement migré dans les 30 dernières années.
Zhuhai, autrefois petit village de pêcheurs à l'ombre de Macao, est désormais une puissance économique et une destination touristique renommée de la Chine, la « Riviera chinoise ».

## Géographie
La ville-préfecture de Zhuhai, à 140 km au sud de Canton (广州市), forme la frontière nord et ouest de la région administrative spéciale de Macao. Son territoire comporte 146 îles et 690 km de côtes, avec beaucoup de baies.
Les îles proches du rivage sont généralement reliées au continent par des ponts ou des chaussées : Héngqín dǎo (横琴岛), Qí'ào dǎo (淇澳岛), ou Yělí dǎo (野理岛). Certaines îles se situent plus loin dans l'estuaire de la rivière des Perles, comme l'île de Nei Lingding, ou dans la mer de Chine du sud, comme l'archipel de Wanshan. Certaines sont en fait plus proches géographiquement de Hong Kong que de la partie continentale de Zhuhai.
Zhuhai a un climat subtropical humide, avec influence de la mousson d'Asie orientale (classification de Koppen CWA), et modéré par la mer de Chine du Sud, avec des étés longs, chauds et humides avec des orages fréquents, et des hivers courts, doux et secs.
Les températures maximales moyennes de janvier et juillet sont de 18 °C (65 °F) et 32 °C (90 °F) respectivement, avec un important taux d'humidité (entre 60 et 90 %). Il ne neige jamais, et le gel n'a jamais été enregistré en centre-ville. Inversement, les vagues de chaleur extrême ne se produisent pas comme à l'intérieur des terres.

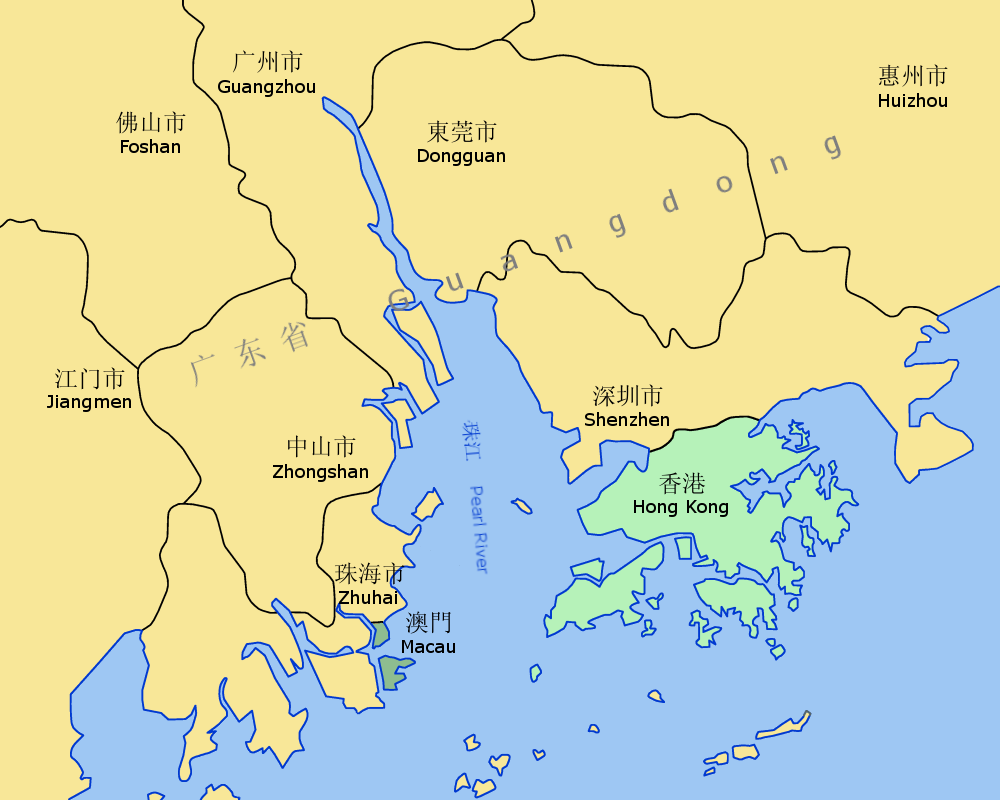
La zone du delta de la Rivière des Perles incluant la préfecture de Zhuhai.

| Mois                                | jan. | fév. | mars | avril | mai   | juin  | jui.  | août  | sep.  | oct.  | nov. | déc. | année   |
| ----------------------------------- | ---- | ---- | ---- | ----- | ----- | ----- | ----- | ----- | ----- | ----- | ---- | ---- | ------- |
| Température minimale moyenne (°C)   | 12,2 | 13,1 | 16,2 | 20,2  | 23,6  | 25,7  | 26,3  | 26    | 24,9  | 22,3  | 17,8 | 13,8 | 20,2    |
| Température maximale moyenne (°C)   | 17,7 | 17,7 | 20,7 | 24,5  | 28,1  | 30,3  | 31,5  | 31,2  | 30    | 27,4  | 23,4 | 19,6 | 25,2    |
| Précipitations (mm)                 | 32,4 | 58,8 | 82,5 | 217,4 | 361,9 | 339,7 | 289,8 | 351,6 | 194,1 | 116,9 | 42,6 | 35,2 | 2 122,9 |
| Nombre de jours avec précipitations | 6    | 10   | 12   | 12    | 15    | 17    | 16    | 16    | 13    | 7     | 5    | 4    | 133     |
| Humidité relative (%)               | 74,3 | 80,6 | 84,9 | 86,2  | 85,6  | 84,4  | 82,2  | 82,5  | 79    | 73,4  | 69,3 | 68,8 | 79,3    |

## Subdivisions administratives
En 2010, la population totale est de 1 560 229 habitants, parmi lesquels résident en permanence 1 047 400 habitants. Le centre-ville situé dans le quartier de Xiāngzhōu (香洲区) compte 771 726 habitants et une densité de 1 621 hab./km2.
La ville-préfecture de Zhuhai exerce sa juridiction sur sept districts, dont celui de Xiangzhou (香洲区, Xiāngzhōu Qū) est le siège du gouvernement.
| Carte              | #                            | Nom      | Hanzi          | Hanyu Pinyin | Population (2010 Census) | Population (2003 est.) | Superficie (km²) (2003 est.) | Densité (/km²) (2010) |
|                    |                              |          |                |              |                          |                        |                              |                       |
| Urbain             |                              |          |                |              |                          |                        |                              |                       |
| 1                  | District de Xiāngzhōu        | 香洲区   | Xiāngzhōu qū   | 771 726      | 400 000                  | 476                    | 1621,3                       |                       |
| Suburbain          |                              |          |                |              |                          |                        |                              |                       |
| 2                  | District de Dǒumén           | 斗门区   | Dǒumén qū      | 415 854      | 310 000                  | 801                    | 519,2                        |                       |
| 3                  | District de Jīnwān           | 金湾区   | Jīnwān qū      | 148 565      | 110 000                  | 376                    | 395,1                        |                       |
| Nouveaux quartiers |                              |          |                |              |                          |                        |                              |                       |
| 4                  | Nouveau district de Gāo      | 高新区   | Gāo xīn qū     | 109 140      |                          |                        |                              |                       |
| 5                  | Nouveau district de Héngqín  | 横琴新区 | Héngqín xīn qū | 6 913        |                          |                        |                              |                       |
| 6                  | District de Wànshān          | 万山区   | Wànshān qū     | 4 813        |                          |                        |                              |                       |
| 7                  | District portuaire de Gāolán | 高栏港区 | Gāolán gǎngqū  | 103 218      |                          |                        |                              |                       |

La ville-préfecture de Zhuhai administre trois districts économiques spéciaux :
- Nouveau district de Héngqín (横琴新区)
- District pour le développement industriel des hautes technologies nationales de Zhūhǎi (珠海国家高新技术产业开发区)
- District expérimental de développement maritime de Wànshān (万山海洋开发试验区)

## Transports

### Air

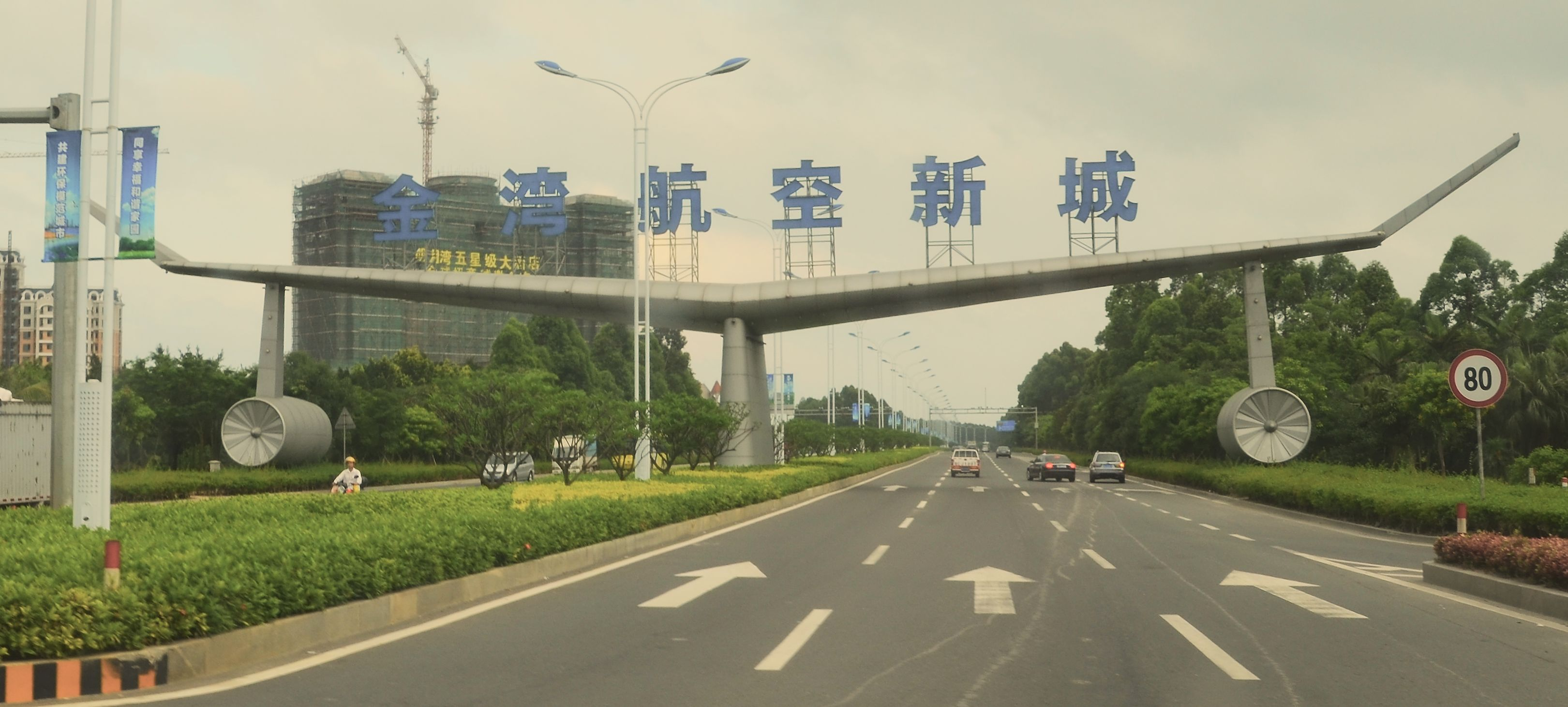
Portail en forme d'aéroplane à réaction de la ville aérospatiale nouvelle de Jinwan où se situe l'aéroport et le musée de l'aérospatiale.

L’aéroport de Zhuhai-Jinwan (珠海金湾机场, AITA : ZGSD, OACI : ZUH) est situé dans le district de Jinwan et accueille tous les deux ans le salon Exposition d'aviation et aérospatial internationale de Chine qui est l'équivalent chinois du Salon du Bourget. Il comporte également une exposition permanente, avec un hall d'exposition et en extérieur deux fusées spatiales chinoises.
L'héliport de Jiǔzhōu (九州直升飞机场, OACI : ZGUH) est quant à lui situé dans le district de Jiuzhou, près du port de Jiuzhou. Il comporte une courte piste bétonnée et peut également accueillir des hélicoptères. Il accueille des hélicoptères de secours en raison de sa situation en centre-ville, permettant ainsi d'acheminer rapidement les grands blessés dans les hôpitaux de la ville.

### Route
L'autoroute Guang'ao (广澳高速) relie Zhuhai et Macao à Canton en passant par Zhongshan.
La circulation intense entre Zhuhai et Macao a conduit à la construction d'un nouveau corridor transfrontalier : le pont Fleur de Lotus, achevé en novembre 1999, pour décongestionner l’accès de Gongbei. Dans le cadre de l'intégration du delta de la rivière des Perles, le pont Hong Kong-Zhuhai-Macao, dont la construction a débuté en 2009, a été inauguré le 23 octobre 2018. Il est alors le plus long pont du monde.

#### Vélo
Zhuhai est traversé par les voies cyclables no 1 (11 stations) et no 4 (huit stations) du réseau des Voies vertes du Guangdong (广东绿道, Guǎngdōng lǜdào). Ces pistes desservent différents points d'attractions touristiques, monuments, points de vue ou musées.
195 stations de location de vélos automatiques ont été déployées dans la ville en décembre 2012. Ils nécessitent une caution de 600 RMB pour être utilisés, ce qui est plus cher que les villes voisines, mais le coût de fabrication du vélo est aussi plus élevé. Les voyages sont gratuits jusqu'à 90 minutes par jour. Il n'y a pas de compteur sur le vélo, mais il est possible de s'informer à la borne de la station.
Il est également possible de louer des vélos, tandems ou quadricycles à différents points de la ville, comme sur l'île Yeli.

### Chemin de fer

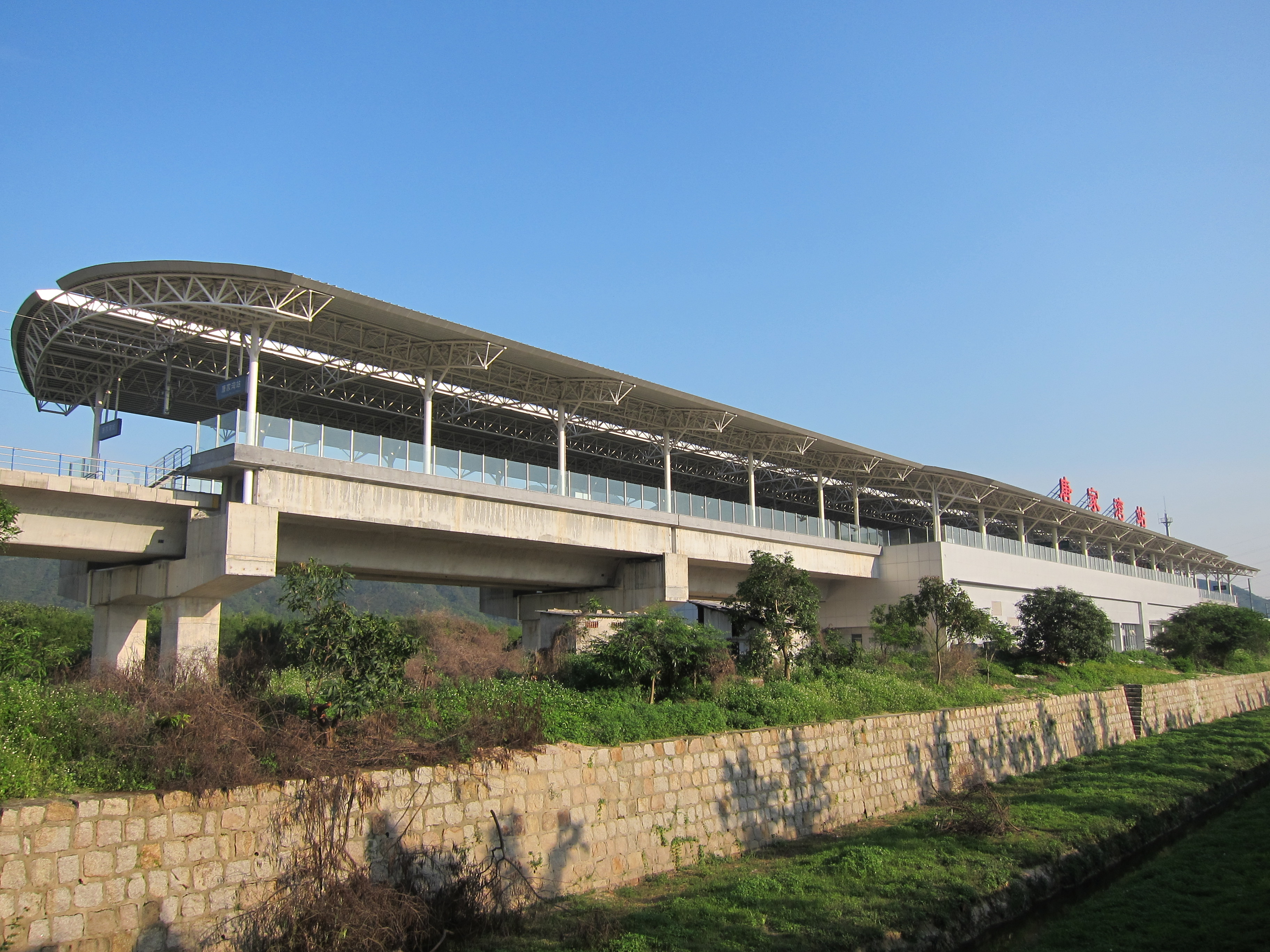
Station de MRT de Tangjiawan

Zhuhai est actuellement sur les liaisons ferroviaires Guangzhou-Zhuhai (surtout pour le fret) et Guangzhou-Zhuhai Intercity Mass Rapid Transit pour le transport de personnes.
La première inauguration de la ligne Guangzhou-Zhuhai Intercity Mass Rapid Transit a été faite le 14 décembre 2010, reliant la gare de Guangzhou-Sud à la gare de Nantou permettant de rejoindre par le train pour la première fois la ville de Zhongshan.
La seconde étape de cette ligne a été inaugurée le 7 janvier 2011, reliant la gare de Guangzhou-Sud à la gare de Zhuhai-Nord, ou gare de Jinding (金鼎镇), dans le district de Xiangzhou, en 49 minutes.
Fin juillet 2012 enfin, la ligne devrait arriver jusqu'à Gongbei, dans le centre de transport englobant la frontière entre Zhuhai et Macao, son terminal de bus et de taxis.

### Mer
Un environnement attrayant, propre, en bon état, et un port en eau profonde sont les avantages de Zhuhai. Doté d'un long littoral, Zhuhai est la seule ville à l'ouest du delta de la rivière des Perles avec un port en eau profonde naturel.

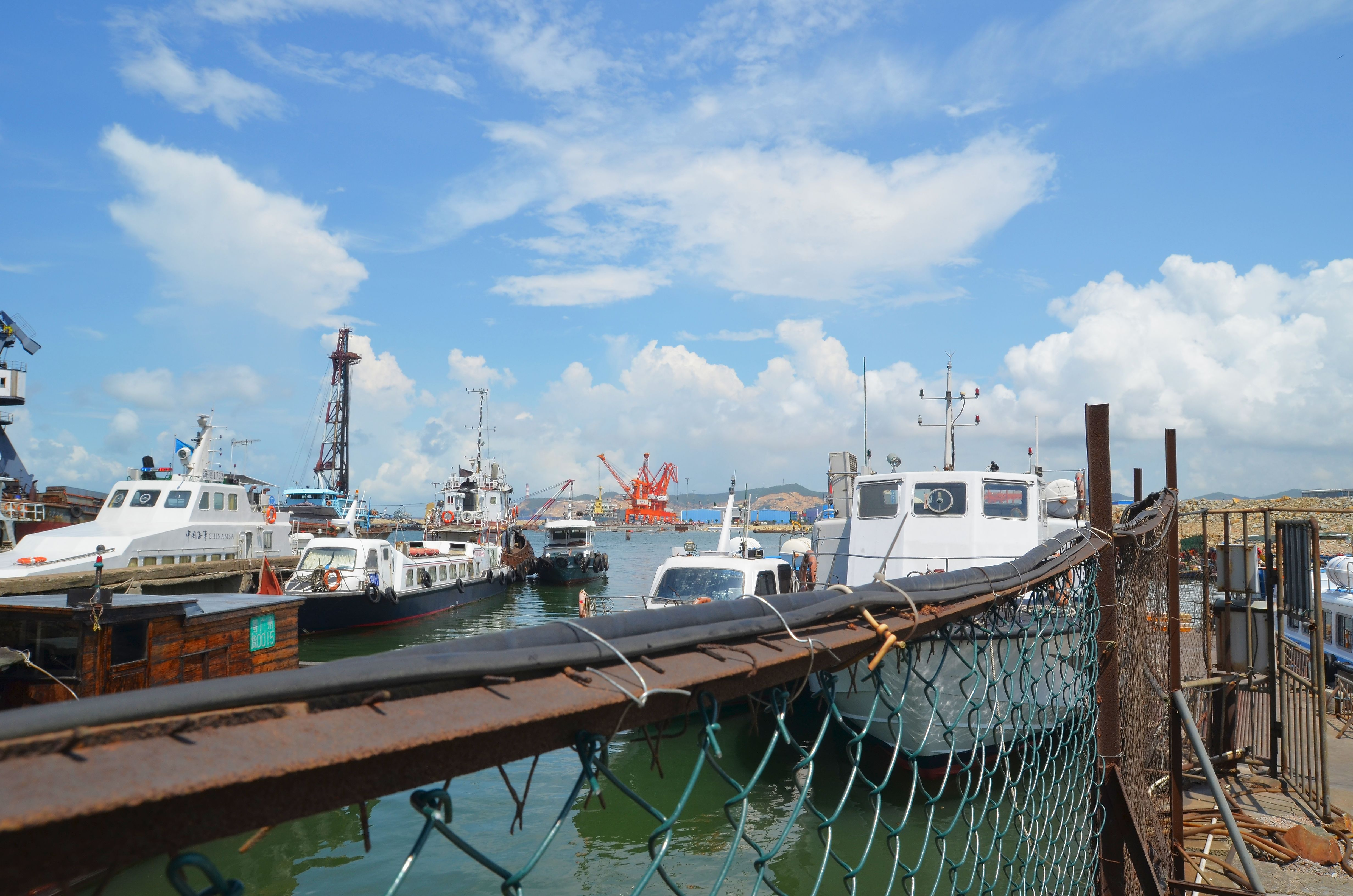
Port de Gaolan assurant le transit avec l'île Hebao.

Zhuhai a deux ports maritimes internationaux : le port de Jiuzhou (九州港, Jiǔzhōu gǎng)，au Sud-Est du district de Xiangzhou et le port de Gāolán (高栏港, Gāolán gǎng), sur l'île de Gāolán (高栏岛, Gāolán dǎo), dans le district portuaire de Gāolán (高栏港区, Gāolán gǎngqū) au Sud-Ouest. Le port de Gāolán est l'un des principaux ports de fret de la province du Guangdong. Des navettes permettent de se rendre sur l'île Hébāo (荷包岛, hébāo dǎo).
Le port de Jiǔzhōu se concentre davantage sur le transport maritime de passagers, mais comporte également un important port de fret. Chu Kong Passenger Transport y exploite un service de ferry reliant Zhuhai à Hong Kong et à Shenzhen-Shekou (蛇口港). Le plein tarif pour ce dernier en 2012 est de 100 RMB. Un service reliant l'aéroport international de Hong Kong y a débuté le 10 juillet 2007.
Le port de Xiāngzhōu (香洲港, Xiāngzhōu gǎng) au Nord-Est du district de Xiāngzhōu, plus petit permet de se rendre sur d'autres îles avoisinant Zhuhai également sous administration de ce district et abrite de nombreux navires de pêche artisanale. La jetée devrait à terme être prolongée jusqu'au futur Grand opéra de Zhuhai, en cours de construction (en mai 2012), sur la petite île Yělí (野狸岛, Yělí dǎo). L'île est actuellement accessible par un pont en béton et un pont temporaire en métal servant à acheminer les matériaux de construction de l'Opéra.

## Économie
En 2005, le PIB total a été de 63,5 milliards de yuans, et le PIB par habitant de 45 284 yuans.
Zhuhai a le statut de ville depuis 1979, un an avant d’être acceptée comme l'une des premières zones économiques spéciales (ZES), la première étant la ville voisine de Shenzhen dès 1978. Zhuhai se trouve en position stratégique face à Macao, comme Shenzhen face à Hong Kong. Le gouvernement central chinois a choisi d’ouvrir une autre « fenêtre » en face de Macao.
La ville est située à l'extrémité sud de la région du delta de la rivière des Perles, mais joue un rôle central, comme port, cité de la science et de l’éducation, ville de tourisme, plaque tournante régionale pour le transport.
La situation géographique exceptionnelle, une large gamme d'infrastructure de soutien, un port en eau profonde, voilà les atouts pour attirer les capitaux étrangers. Les investissements étrangers ont atteint 10,344 milliards de dollars en 2008. Parmi les 500 plus grandes entreprises internationales, 19 d'entre elles ont des projets d'investissement à Zhuhai, dont ExxonMobil, British Petroleum, Siemens, Carrefour et Matsushita. Hong Kong est le premier investisseur étranger à Zhuhai pour 22 % du total des investissements étrangers utilisés en 2002.

### Les industries manufacturières

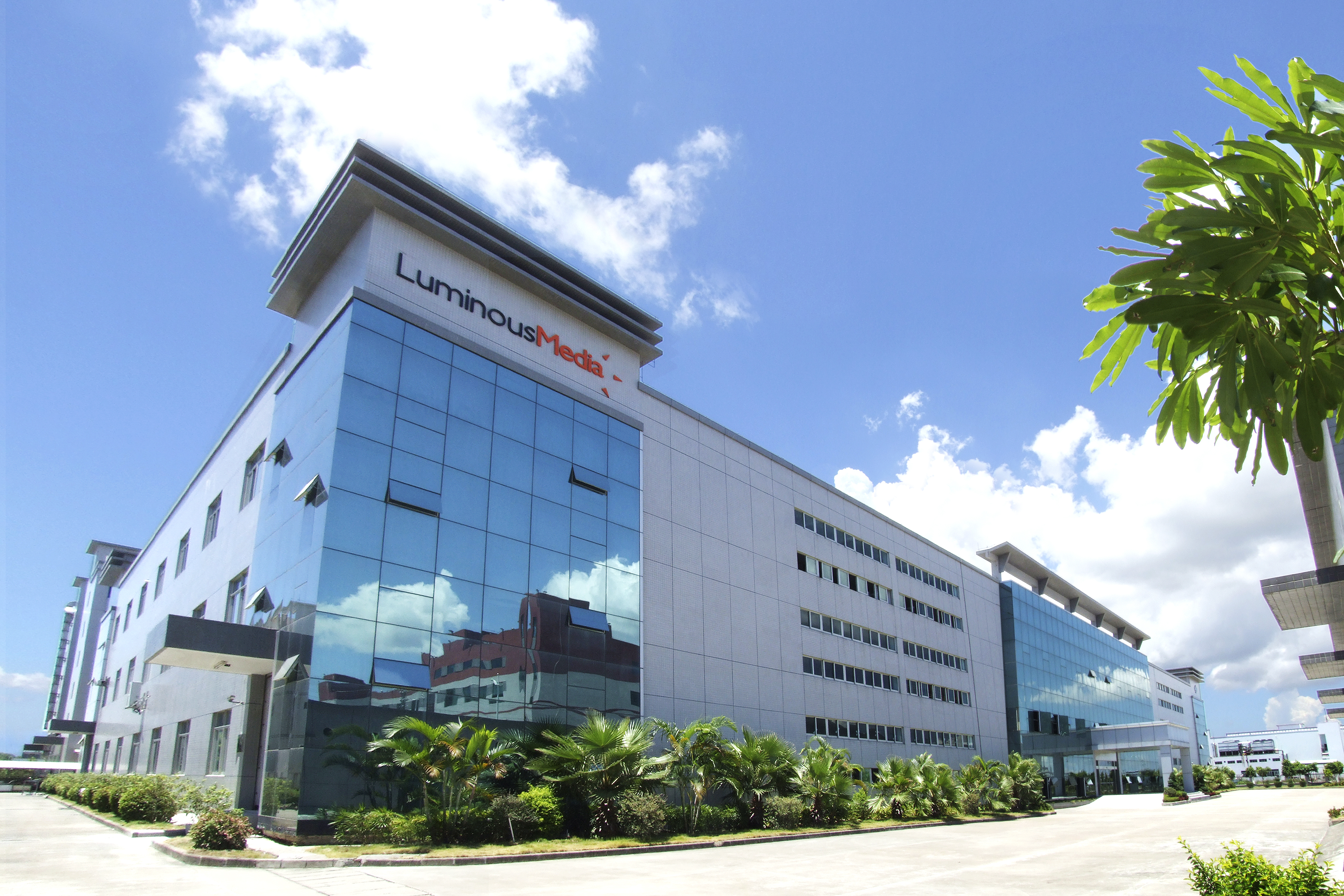
Manufacture de haute technologie de Luminous Media, à Zhuhai.

Le développement industriel de Zhuhai se concentre sur cinq industries de haute technologie et industrie lourde : électronique, logiciels, biotechnologies et pharmacie, machines et équipements, mais aussi sur la pétrochimie. Pour renforcer la base industrielle existante, et fournir un meilleur environnement pour le développement de nouvelles industries de haute technologie, le gouvernement local a pris l'initiative de la création de cinq zones économiques :
- Zone nationale de Zhuhai pour le développement industriel des hautes technologies, depuis 1980,
- Zone de libre-échange de Zhuhai (Free Trade Zone, FTZ), depuis 1996, sur trois kilomètres carrés, avec un comité administratif depuis juin 1997. Fin 2006, plus de 200 entreprises sont enregistrées dans la zone de libre-échange, dont plus de 150 entreprises à capitaux étrangers, pour un montant d'investissement total de 1 milliard de dollars US. Les industries encouragées sont l’assemblage et la construction électroniques, le matériel de télécommunication, les matériaux de construction, la production d’équipements industriels, l'équipement médical, le traitement des matières premières, la recherche et le développement, la logistique, et l'industrie lourde.
- la zone industrielle portuaire, de niveau provincial,
- la zone expérimentale de développement maritime de Wanshan, de niveau provincial,
- La zone de développement économique de Hengqin, de niveau provincial.

Parmi les entreprises célèbre de Zhuhai, figure le fabricant de microprocesseurs AllWinner Technology.

## Tourisme

Panorama de Jida depuis le mont Shijing (石景山).

Zhuhai soigne son image de cité-jardin. La qualité de vie a attiré à Zhuhai, en 2002, 1,3 million de touristes internationaux et 3,64 millions de touristes de la République populaire de Chine. C’est, après Guangzhou et Shenzhen, le plus fort afflux de touristes étrangers et de devises (US$ 0,5 milliard, pour 2002) dans la province de Guangdong.
Le gouvernement local, conscient des avantages de ce tourisme, cherche à améliorer l’existant et à développer de nouvelles ressources touristiques.
Le niveau de vie y est assez élevé, comparé à l'ensemble de la Chine. La ville, très moderne et très propre, est appréciée des gens d'affaires de Hong Kong, de Macao ou d'autres régions de la Chine, comme une maison de week-end, avec golfs, parcs, parcs d'attractions, pistes cyclables, musées, activités artistiques, tout en conservant des prix relativement bas.
Enfin, la ville a reçu la distinction internationale de « meilleur modèle d'amélioration de l'environnement urbain », décernée par le programme des Nations unies pour les établissements humains (PNUEH).

### Parc et jardins

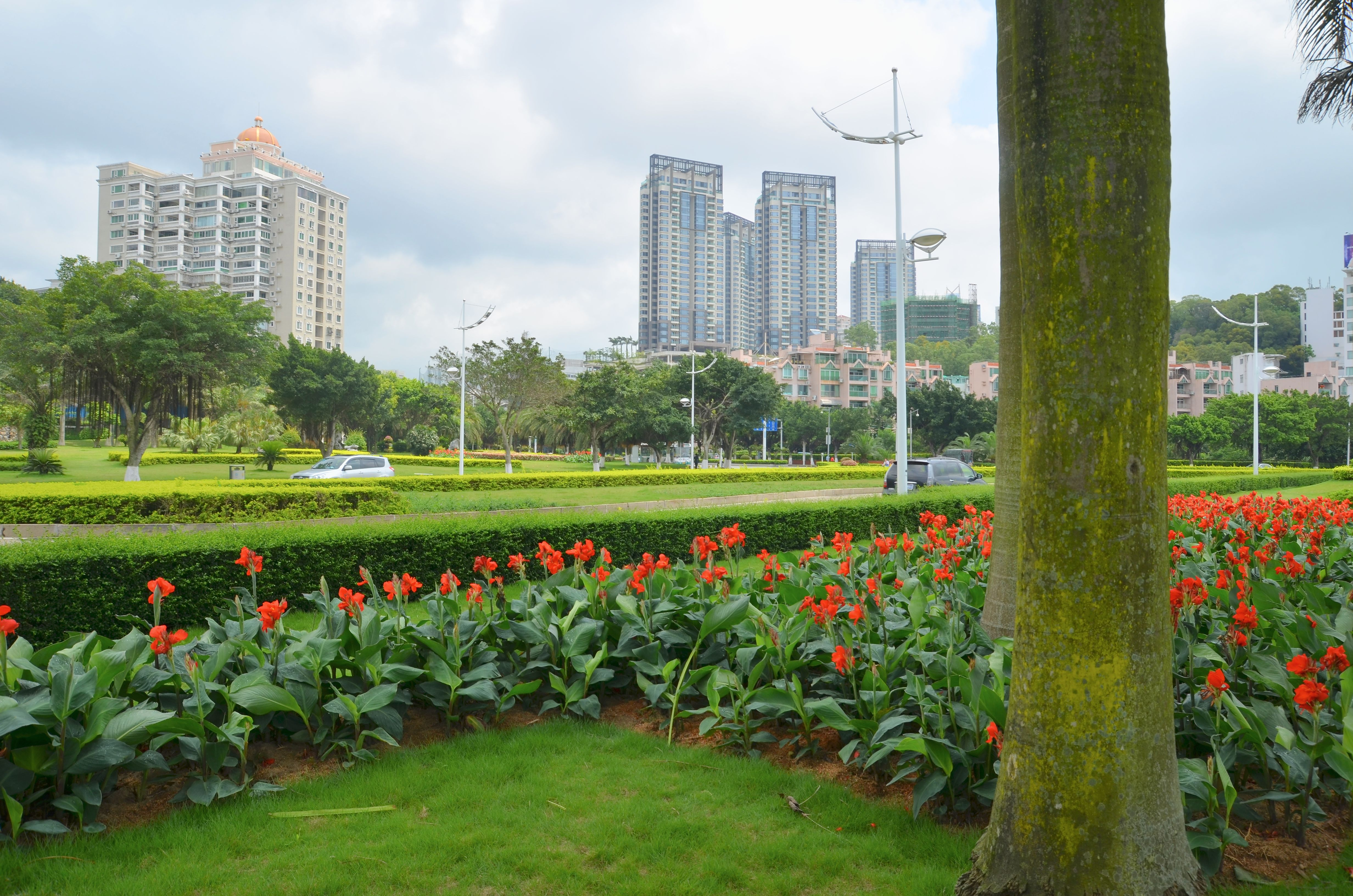
Espaces verts au carrefour entre les routes Qinglu Sud et Shuiwan.

La municipalité comporte en 2012, en plus des nombreux espaces verts et arbres longeant la majorité des rues de Zhuhai, 82 parcs répartis dans l'ensemble des zones résidentielles de son territoire.
- Jardin Gongle, premier jardin de l'ancien xian de Xiangshan (香山县), aujourd'hui divisé entre les municipalités de Zhongshan et de Zhuhai.
- Le parc de la montagne du paysage de pierre (石景山公园), situé au Nord Est du quartier de Jida, sur la route Haibin Sud (海滨南路), avec une vue imprenable sur la ville, comporte un zoo ornithologique, un circuit de karting, plusieurs étangs, un téléphérique permettant de monter au sommet de la colline, quelques sculptures contemporaines et différentes activités de loisirs.
- Le jardin du bord de mer (海滨公园), situé également au Nord-Est du quartier de Jida, du côté opposé de la route Haibin sud comporte différentes essences d'arbres locales, un étang est situé en son centre et les habitants s'y retrouvent parfois pour pique-niquer. Il comporte également des reproductions miniatures de moulins néerlandais et une sculpture. La sculpture monumentale de la fille du pêcheur, symbole de la ville, se trouve à la sortie Sud-Est de ce jardin.

### Îles

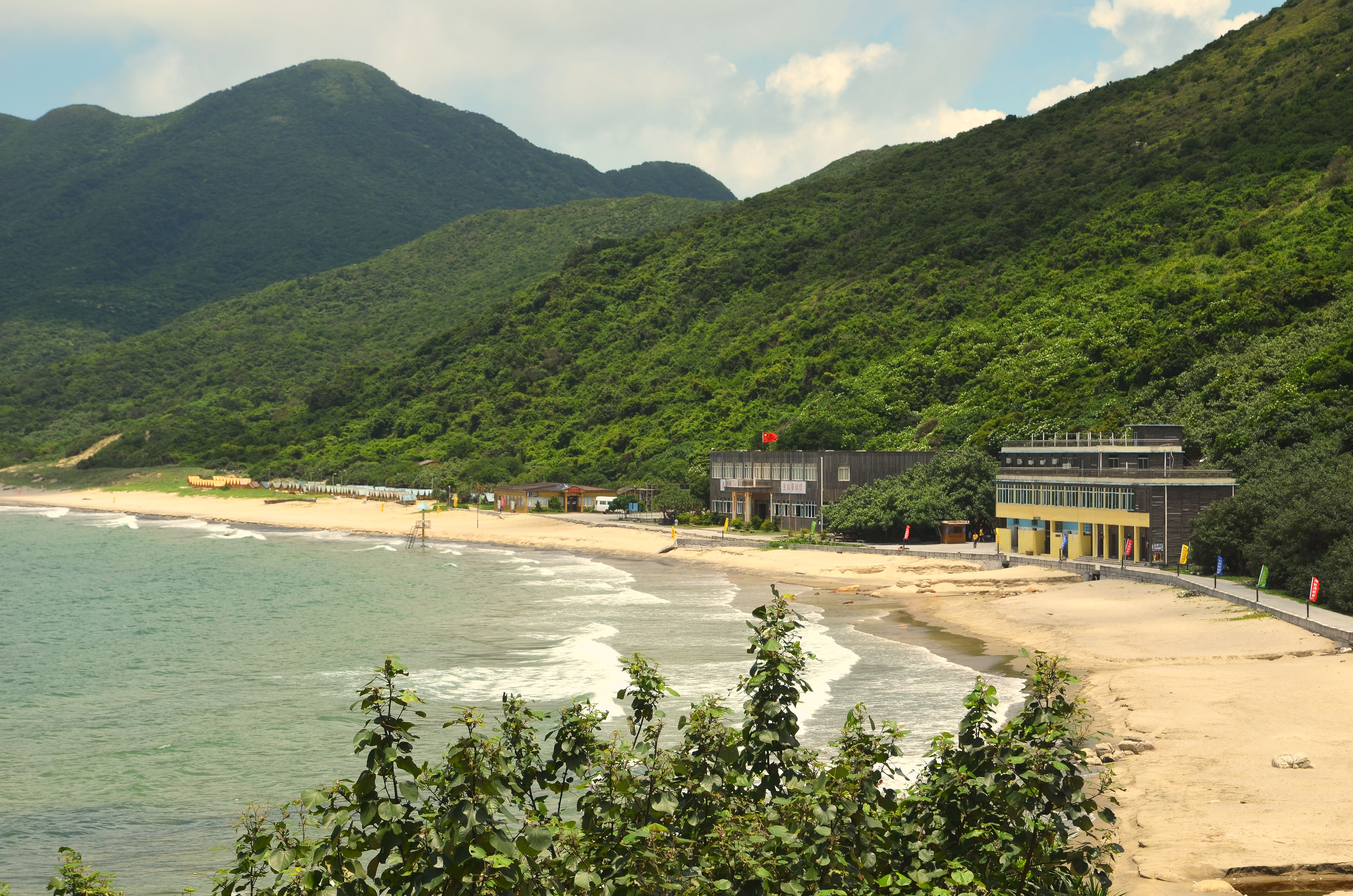
Plage et village de vacances de l'île Hébāo.

Parmi les nombres îles, dont l'archipel de Wanshan, que comporte la municipalité, on peut noter cinq des plus grandes ont été aménagés pour le tourisme avec différents spécificités de loisirs : Héngqín dǎo (横琴岛), Dōng'ào dǎo (东澳岛), Hébāo dǎo (荷包岛), Qí'ào dǎo (淇澳岛) et Yělí dǎo (野狸岛).
- L'île Hébāo (荷包岛), situé au Sud Est et accessible depuis le port de Gaolan, est une île comprenant un village de pêcheurs, et un village de vacances, appelé Village de vacances de l'île Hébāo (荷包岛度假村). Les étudiants de la municipalité de Zhuhai ou des villes avoisinantes s'y rendent en groupe pour se reposer le week-end.
- L'île Yělí (野狸岛), situé à l'Est de la ville, proche du port de Xiangzhou est une île de loisirs. Elle est reliée à la route Qinglü centre (情侣中路) par un pont elle est majoritairement piétonne et une piste cyclable en fait le tour, on peut y louer des vélos. Un bois en son centre surélevé par deux pics, permet d'y voir des essences de plantes typiquement locales et comporte des points de vue sur la ville et la mer. Par temps découvert, on peut observer au loin l'aéroport de Hong Kong. Un opéra y est en construction en 2012 et un énorme restaurant, sur un bateau de pierre décoré comme un bâtiment traditionnel chinois y est rattaché. Un espace situé à l'Est de l'île, exposé au vents, accueille des passionnés de cerfs-volants.
- L'île Qí'ào (淇澳岛), situé à l'extrême Nord de la ville, à la limite avec la municipalité de Zhongshan, comporte un grand pont suspendu, qui devait être au départ, le premier pont d'une route reliant Zhuhai à Hong Kong. Le projet a finalement été abandonné au profit d'un ensemble constitué de plusieurs pont et d'un tunnel, situé au Sud de Zhuhai et permettant de relier à la fois Zhuhai et Macao à Hong Kong, puis Shenzhen.

### Musées

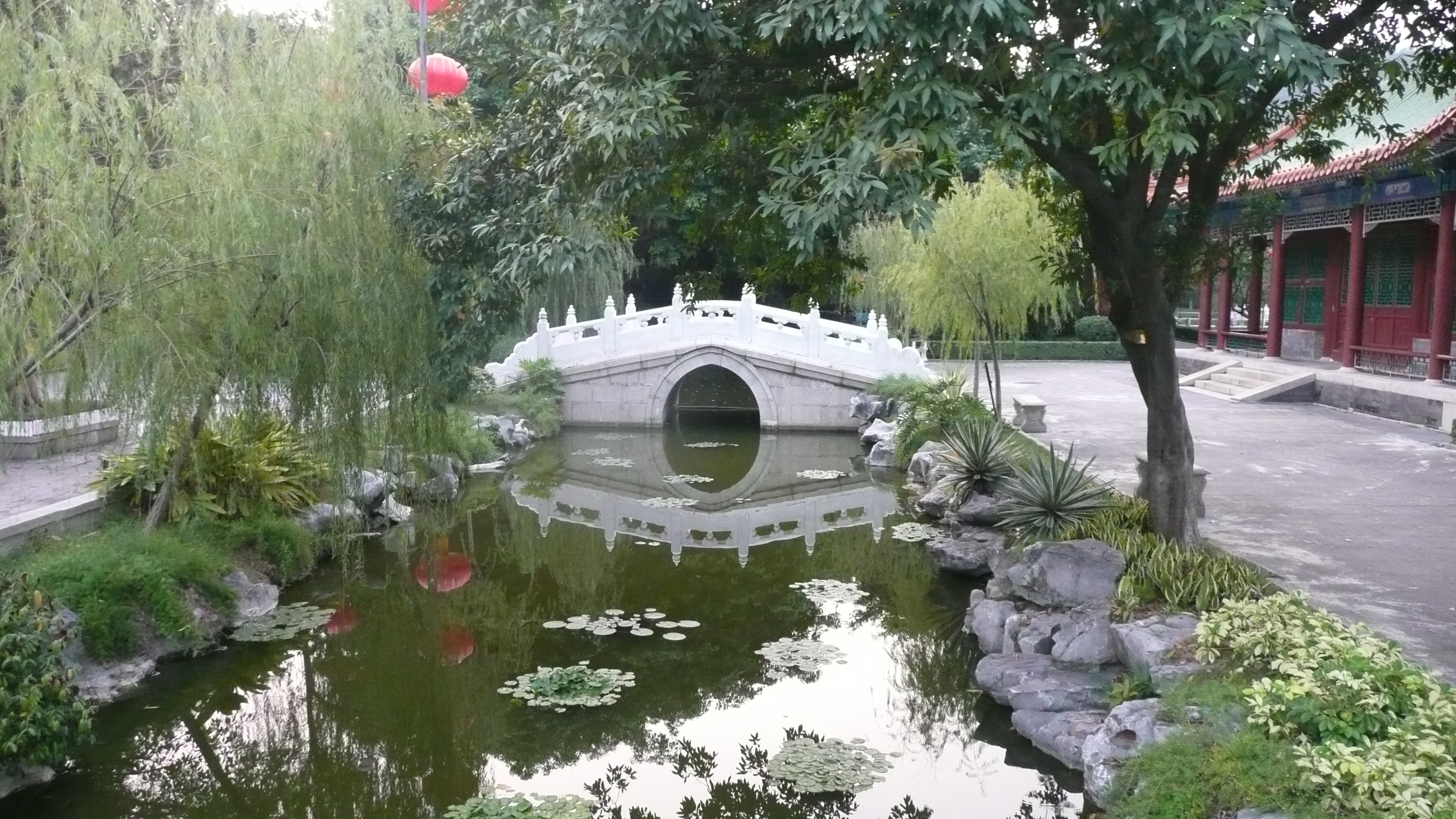
Jardin du nouveau palais Yuan Ming.

- Le « nouveau palais Yuanming » (圆明新园, 圓明新園) est un parc de 1,39 km2, dont un lac de 80 000 m2, avec reconstruction partielle de l'Ancien palais d'été à Pékin, détruit en 1860 par les troupes françaises et britanniques durant la seconde guerre de l'opium, et jamais reconstruit sur son emplacement d'origine[7],[8].
- Le musée de Zhuhai (珠海市博物馆)[9], situé dans le quartier de Jida, proposant des expositions temporaires d'artistes, d'histoire et de science, comporte également une petite galerie sur la Préhistoire avec un squelette de tyrannosaure et des œufs de dinosaures. Il abrite également une salle d'activité artistiques pour les enfants, ou ceux-ci peuvent expérimenter peinture, pliage de papiers, ou sculptures avec différents matériaux.

### Divertissement sportif
Depuis 2019, le tournoi de tennis de Zhuhai est organisé par l'ATP.

## Éducation
La stratégie de Zhuhai est de développer un parc universitaire pour renforcer son pôle high-tech et technologies de l'information, dans un contexte de relative pénurie de talents et de professionnels. Le gouvernement investit dans le seul parc universitaire à l’ouest de la rivière des Perles, sur une superficie de 20 km2.

### Lycées et universités

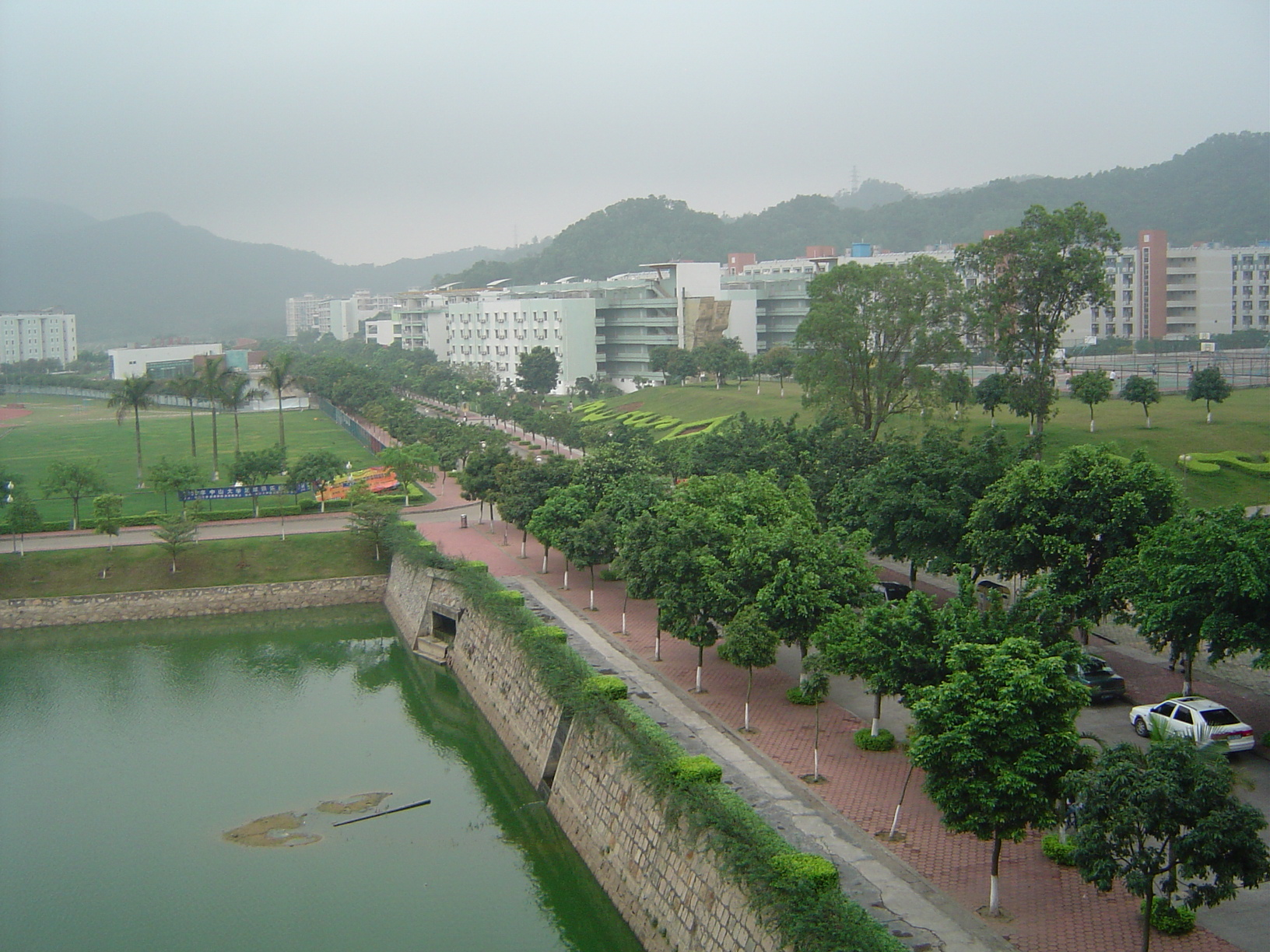
Campus de Zhuhai de l'université Zhongshan (Sun Yatsen).

- Division de Zhuhai de l'université normale de Pékin (北京师范大学珠海分校, Běijīng shīfàn dàxué Zhūhǎi fènxiào) ; nouveau modèle d'université en Chine avec plusieurs collèges indépendants. Le nombre de points nécessaire à l’entrée (558 en 2006) est inférieur à celui de l'université normale de Pékin, et le diplôme obtenu n'est pas du même statut.
- Université normale de Pékin - Campus de l'université baptiste de Hong-kong internationale unifiée (北京师范大学-香港浸会大学联合国际学院, abrégé en anglais en « UIC ») qui regroupe l'université normale de Pékin et l'université baptiste de Hong Kong, liée à l'Église baptiste, est l'un des trois établissements d'enseignement supérieur en Chine continentale où l'anglais est la langue d'enseignement ;
- Campus de Zhuhai de l'université de Jilin (吉林大学珠海学院, Jílín dàxué Zhūhǎi xuéyuàn), rattachée à l'Université de Jilin, province de Jilin ;
- Campus de Zhuhai de l'université de technologie de Pékin (北京理工大学珠海学院, Běijīng lǐgōng dàxué Zhūhǎi xuéyuàn) ;
- Division de Zhuhai de l'université Sun Yatsen (中山大学珠海校区, Zhōngshān dàxué Zhūhǎi xiàoqū), rattaché à l'Université Sun Yatsen de Canton ;
- Campus de Zhuhai de l'université de Jìnán (暨南大学珠海学院, Jìnán dàxué Zhūhǎi xuéyuàn) ;
- Division de Zhuhai du campus de médecine de Zūnyì (遵义医学院珠海校区, Zūnyì yīxuéyuàn Zhūhǎi xiàoqū), rattaché au campus de médecine de Zūnyì situé à Zūnyì, dans la province de Guìzhōu ;
- Campus technique professionnel de la ville de Zhuhai (珠海城市职业技术学院 Zhūhǎi chéngshì zhíyè jìshù xuéyuàn).

## Installations sportives

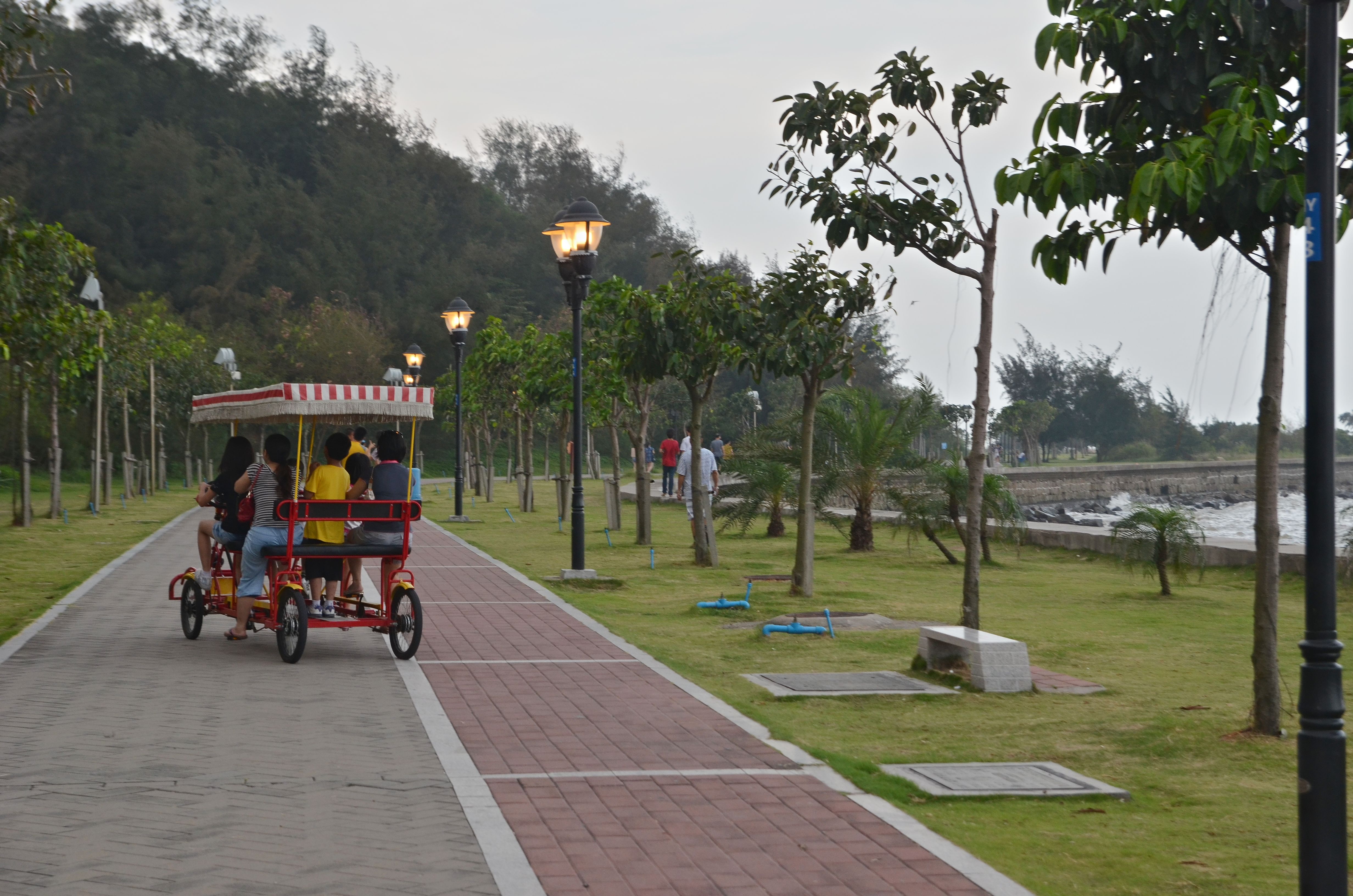
Quadricycle de location sur l'île Yeli.

Zhuhai propose quatre terrains de golf, et en prévoit deux supplémentaires. Comme la majorité des municipalités chinoises, elle contient plusieurs dizaines de terrains permettant à la fois la pratique du football et de athlétisme et de nombreux terrains de tennis et basketball.
De nombreuses pistes cyclables permettent de parcourir la ville et surtout les bords de mer à vélo. Il est également possible de louer des tandems ou quadricycles dans certains lieux touristiques.

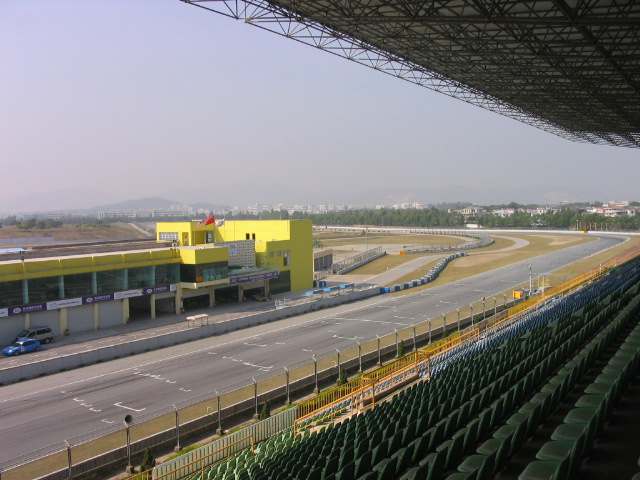
Le circuit automobile de Zhuhai.

Le circuit international de Zhuhai (珠海国际赛车场) a permis à Zhuhai d’être la première ville en Chine à avoir construit un circuit automobile, en 1996, sur le village de Jinding (金鼎镇), au nord de Zhuhai, dans le district de Xiangzhou, près de la limite de Zhongshan. Avant cela, de 1993 à 1995 existait le circuit urbain de Zhuhai (珠海街道赛道), circuit temporaire qui a permis de recevoir à deux reprises le championnat BPR. Le circuit international de Zhuhai a de son côté accueillit le championnat FIA GT, l'A1 Grand Prix et l'Intercontinental Le Mans Cup (avec les 6 Heures de Zhuhai).

## Jumelage
Zhuhai est jumelée avec :
- Surrey[10], Canada
- Castelo Branco, Portugal
- Redwood City[11], États-Unis
- Kupang, Indonésie
- Atami, Japon
- Rio Branco, Brésil
- Suwon, Corée du Sud
- Gävle, Suède

## Galerie de photos

Gongbei
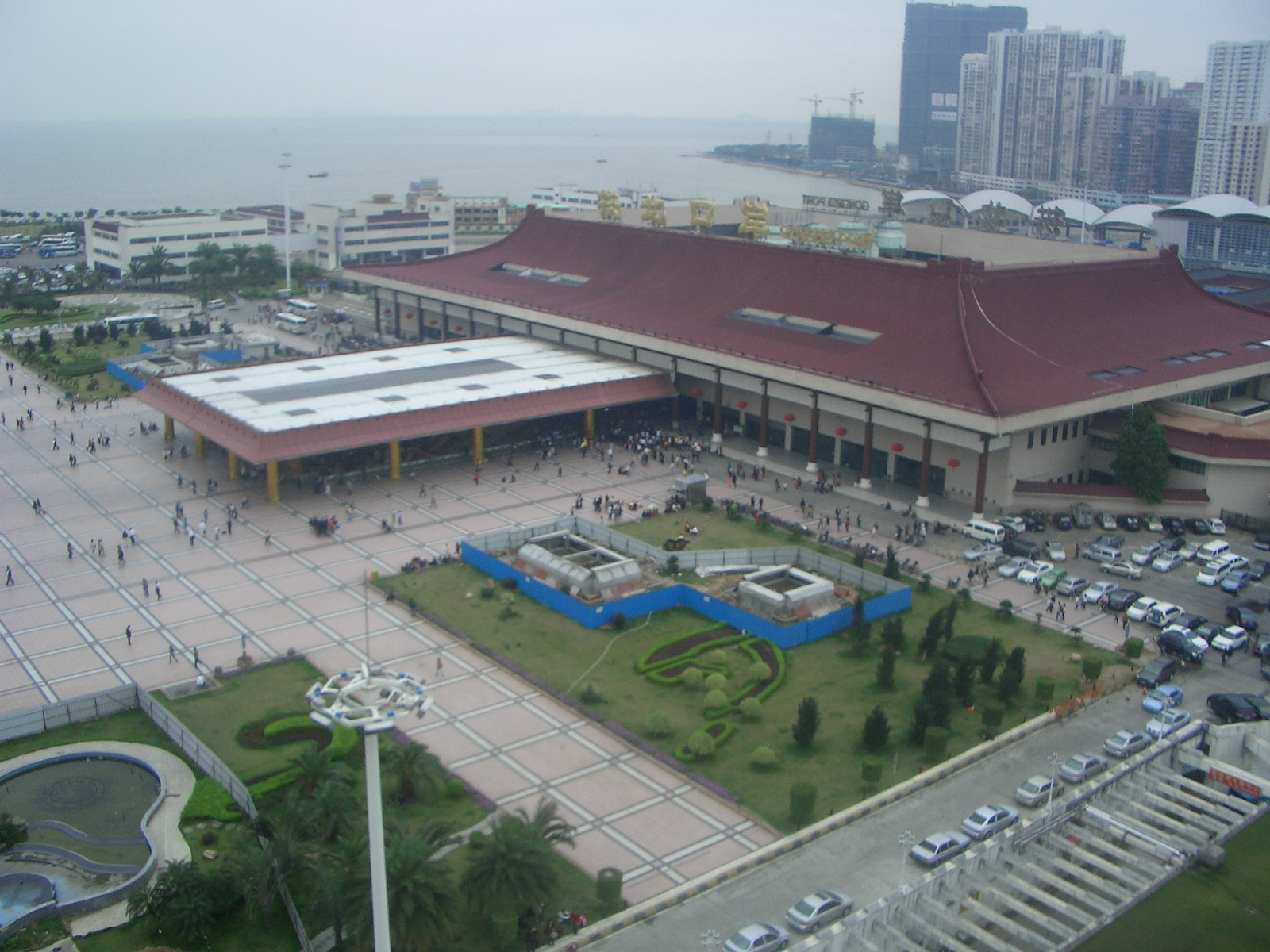
La frontière avec Macao, dit port Gongbei de Zhuhai en 2007.
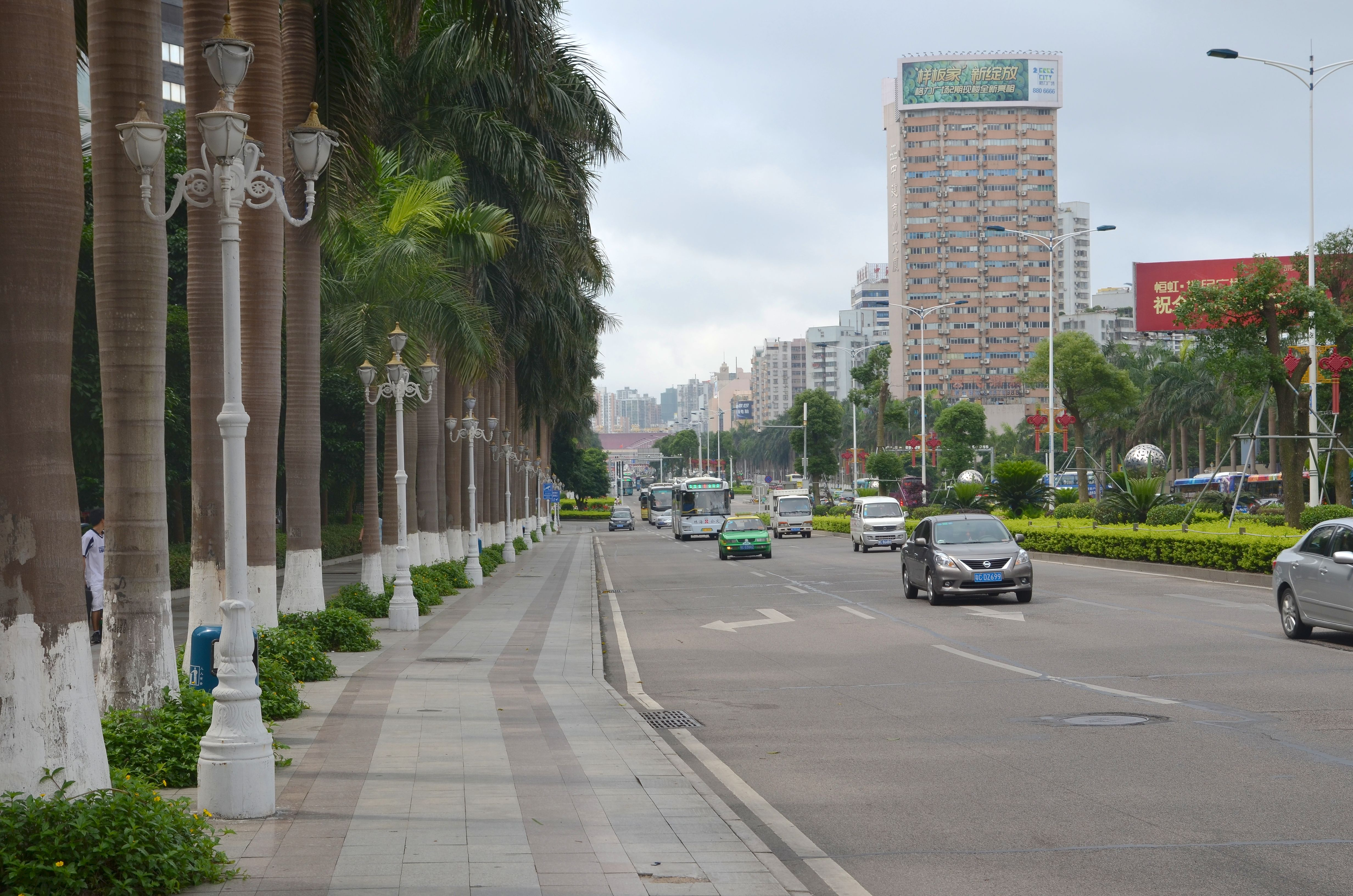
Route Yingbin en 2012, avec au fond Gongbei et derrière Macao.

Front de mer et iles
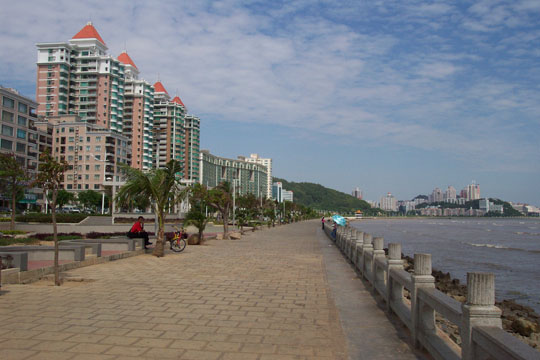
Front de mer de Zhuhai, octobre 2002.
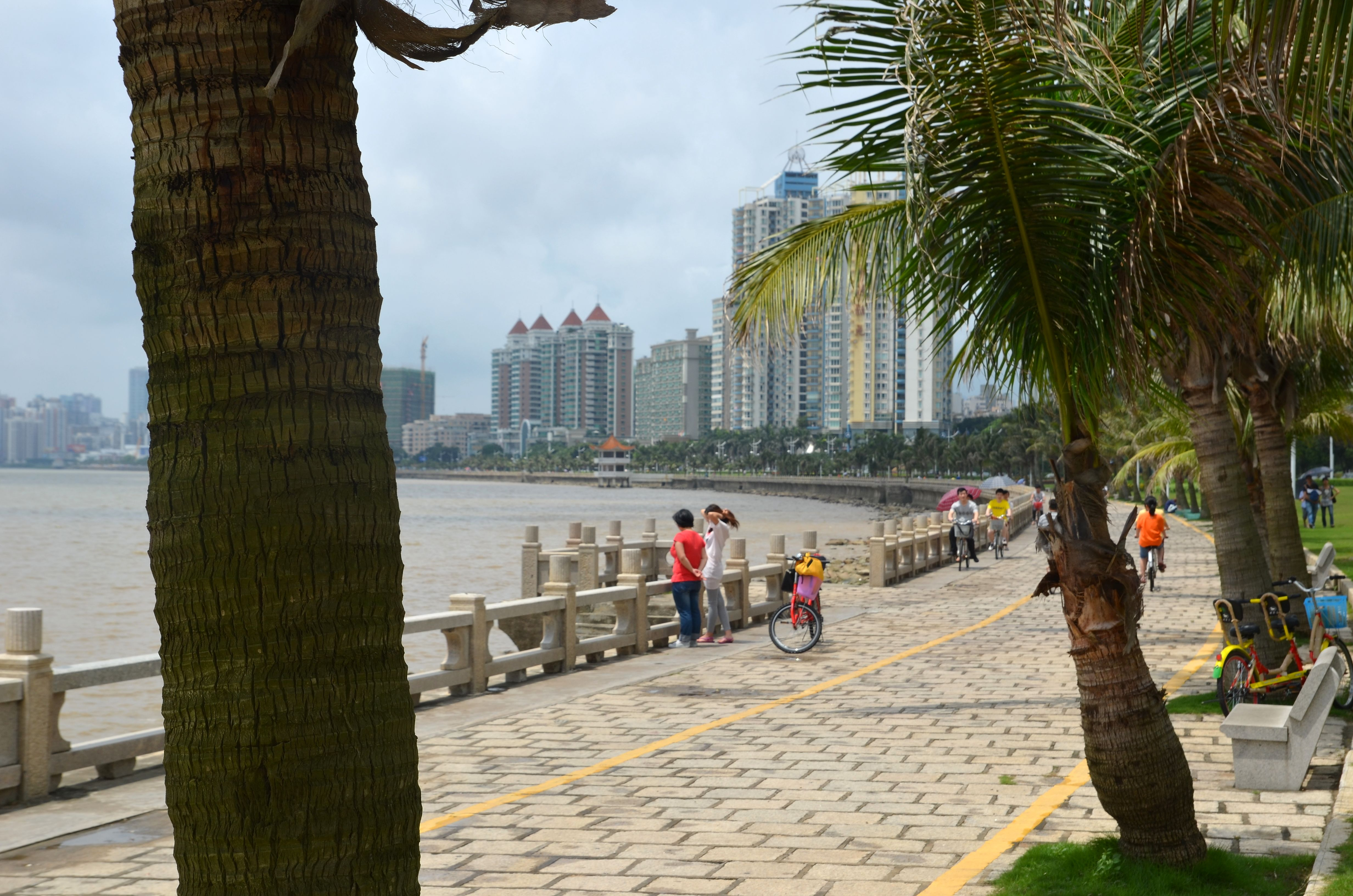
Même partie du front de mer, pris de l'autre côté en avril 2012. On voit que les palmiers ont grandi, une piste cyclable a été aménagée.
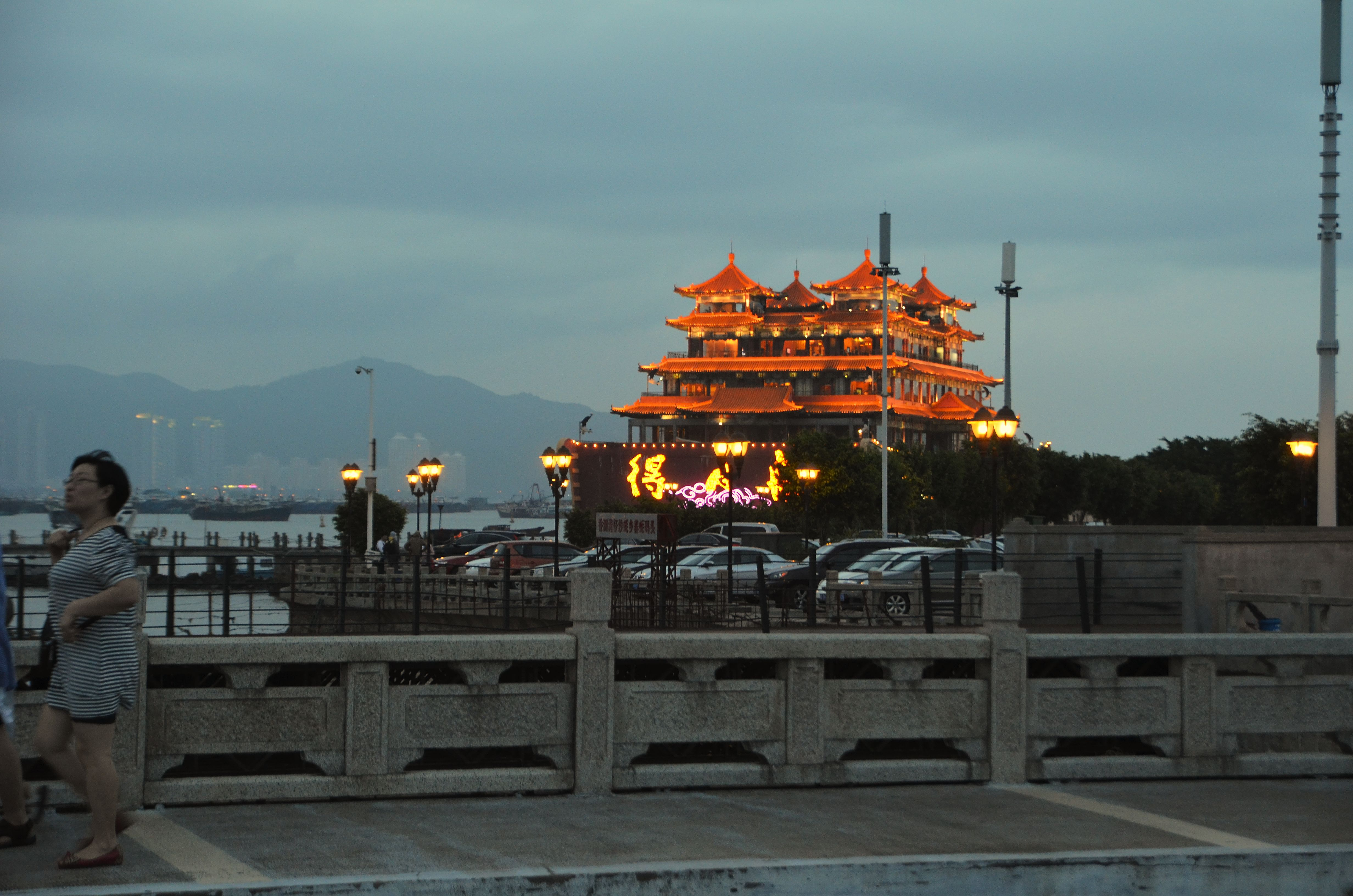
Le bateau-restaurant Deyuefang (bateau pour décrocher la lune) sur l'ile Yeli.
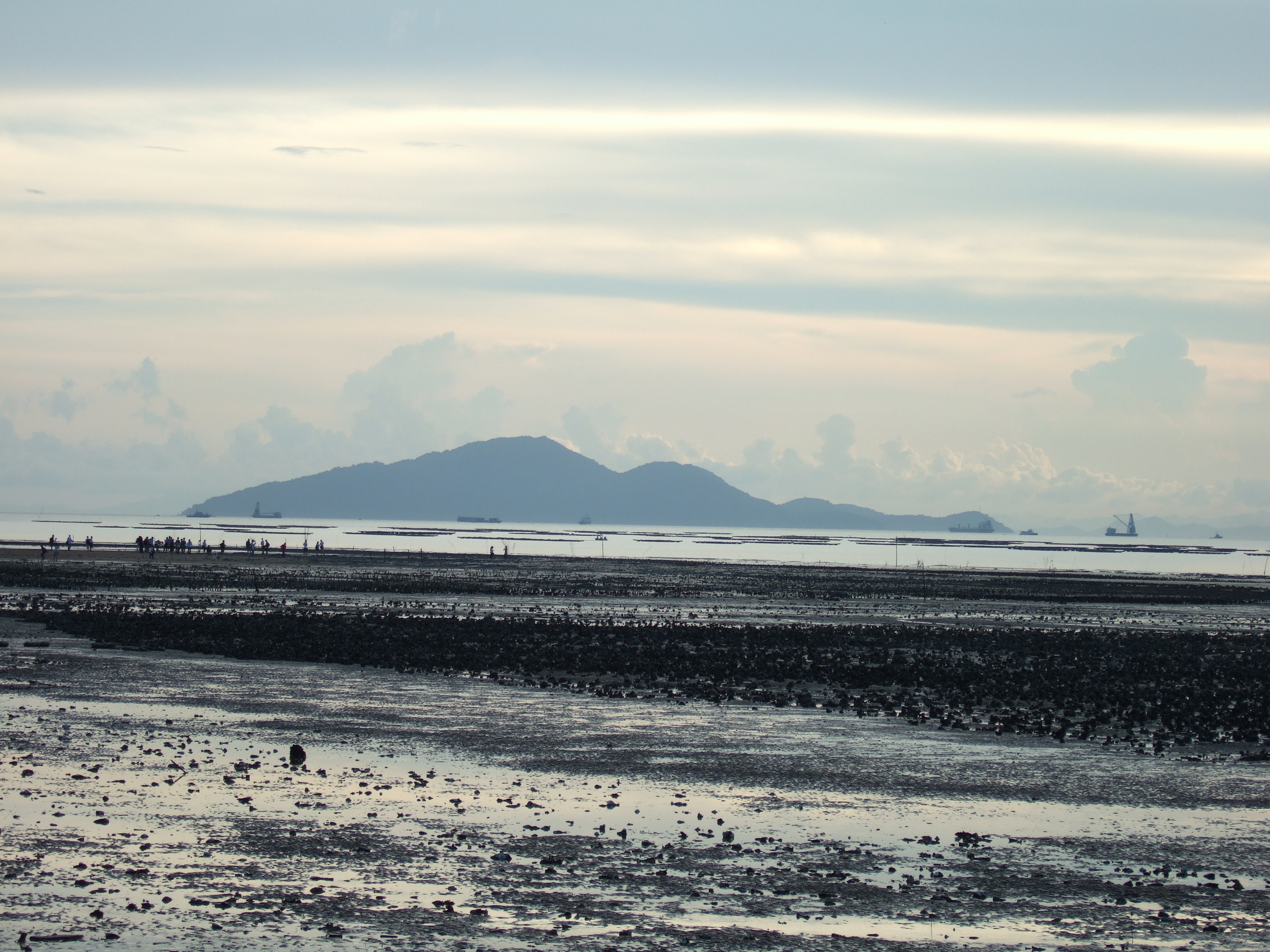
Île Nei Lingding.
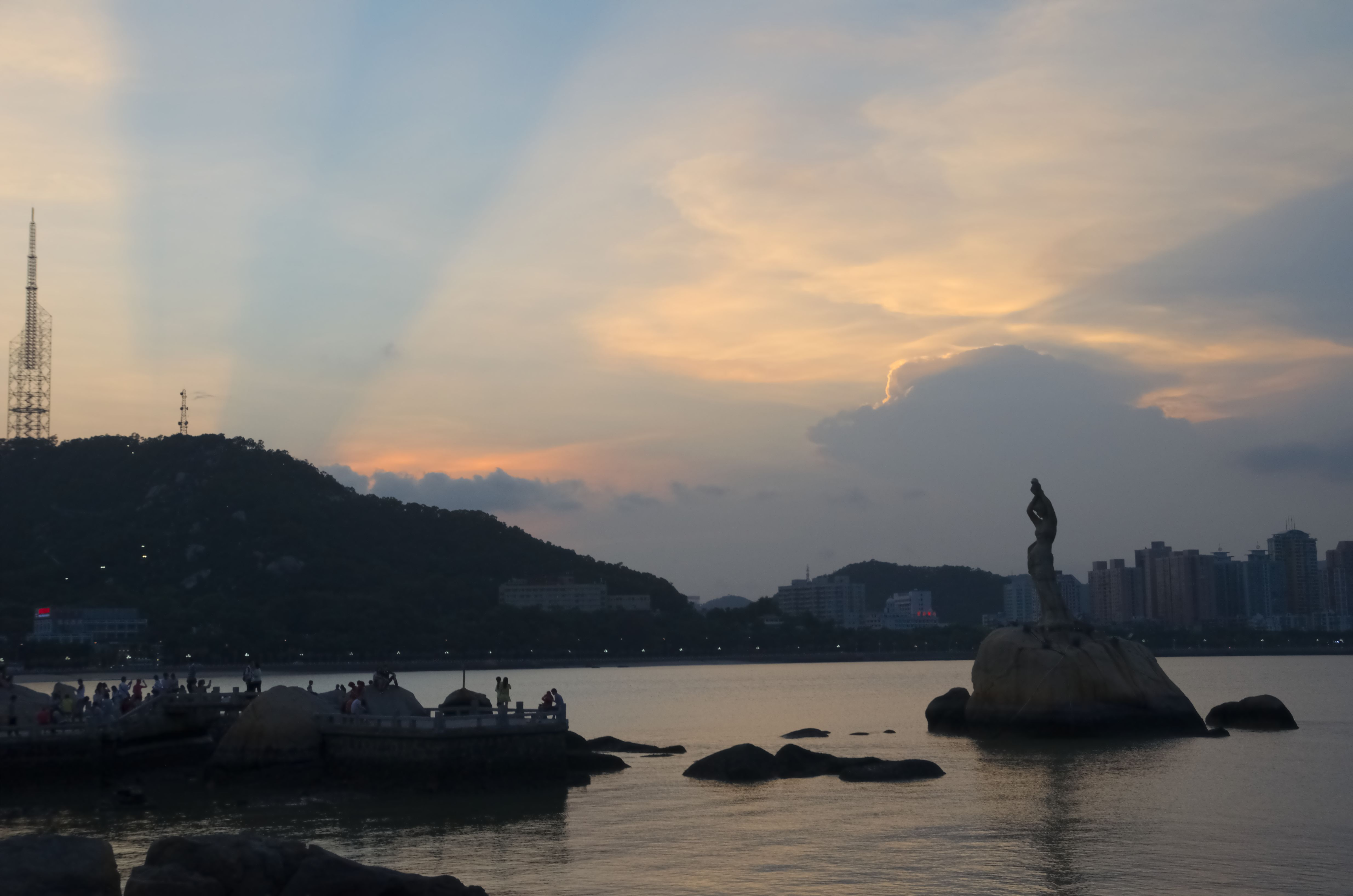
Coucher de soleil au-dessus de la fille du pêcheur.

Jardins
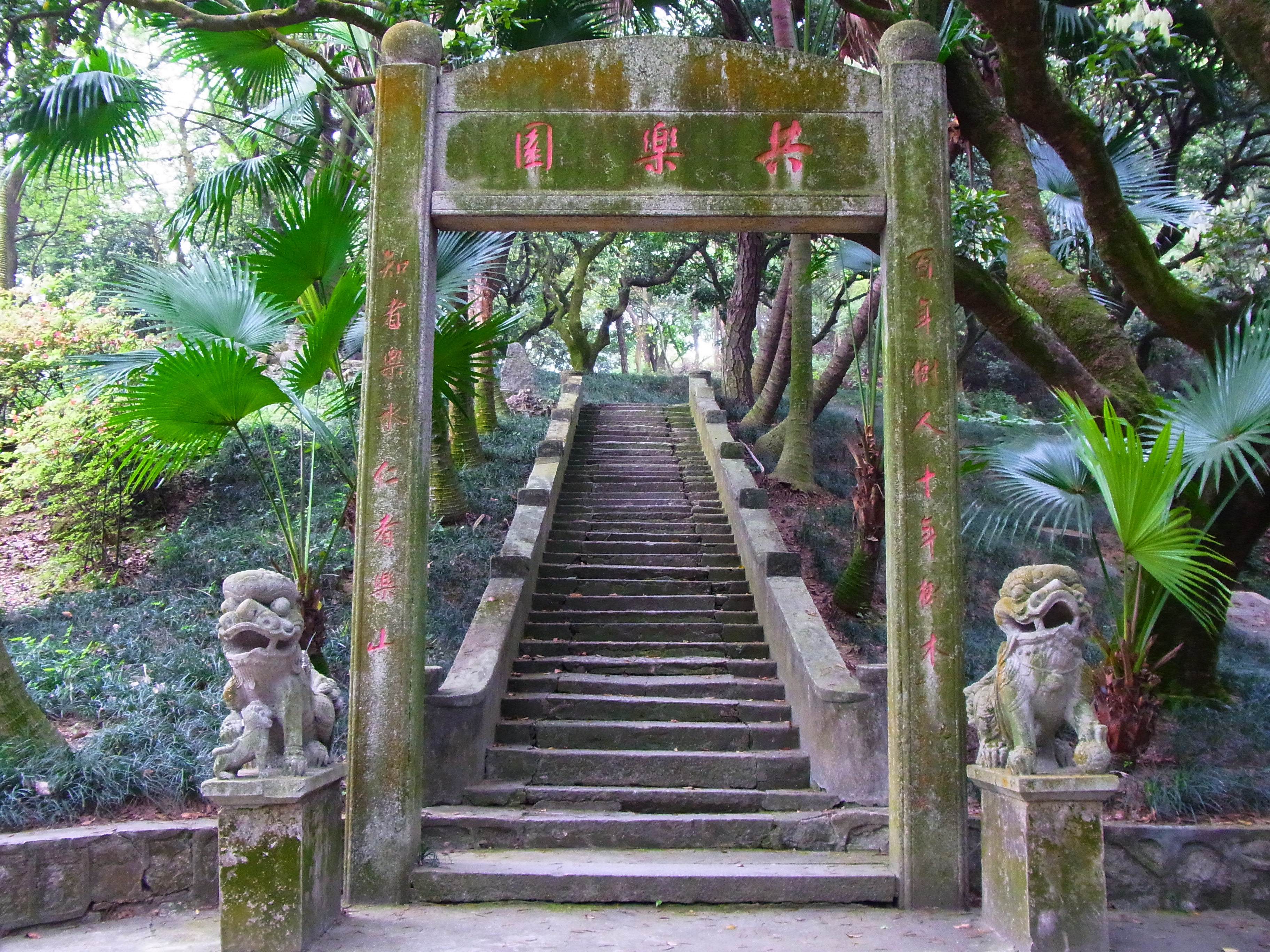
Jardin Gongle (共乐园).
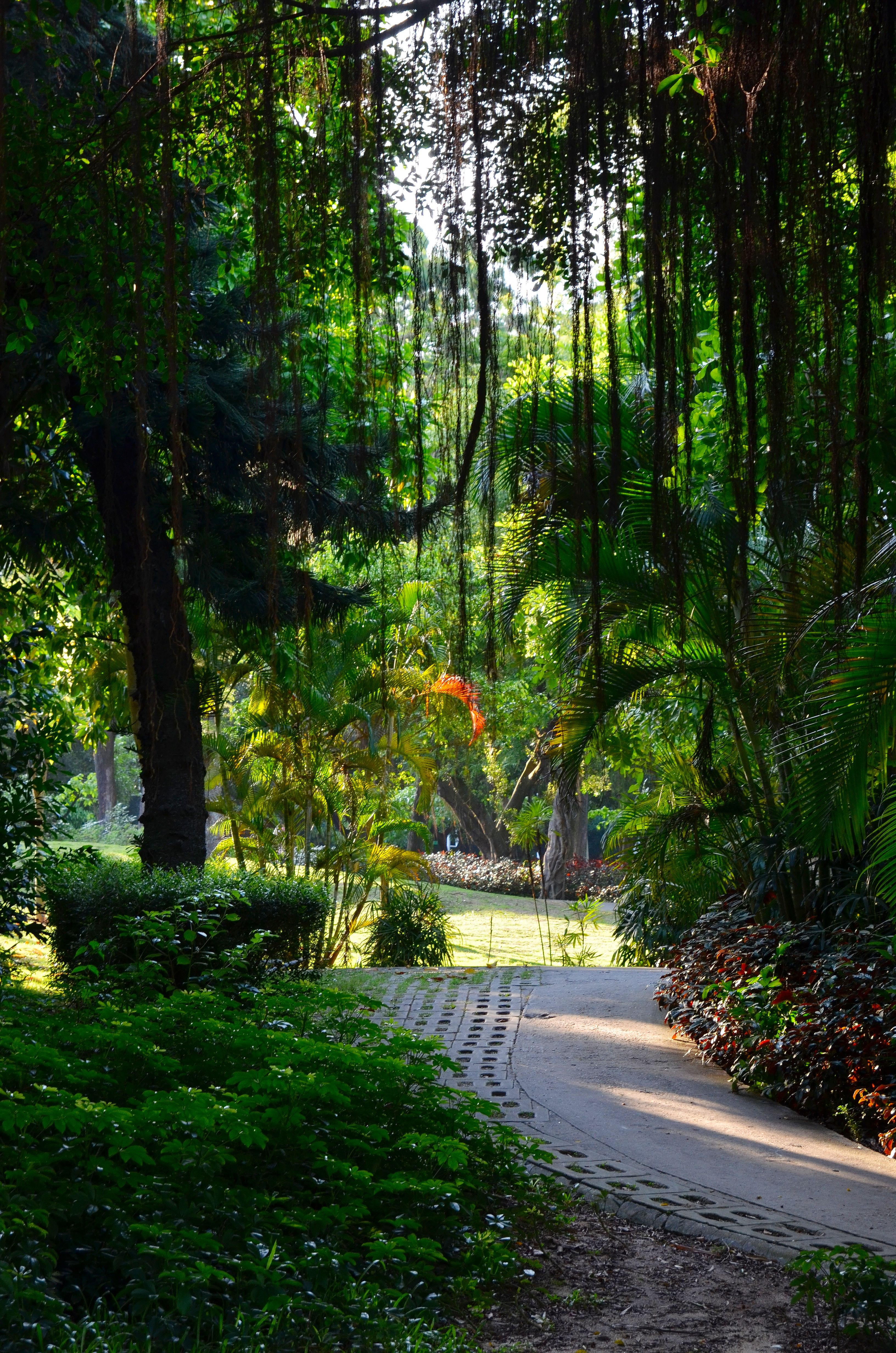
Jardin du bord de mer (海滨公园).

Divers
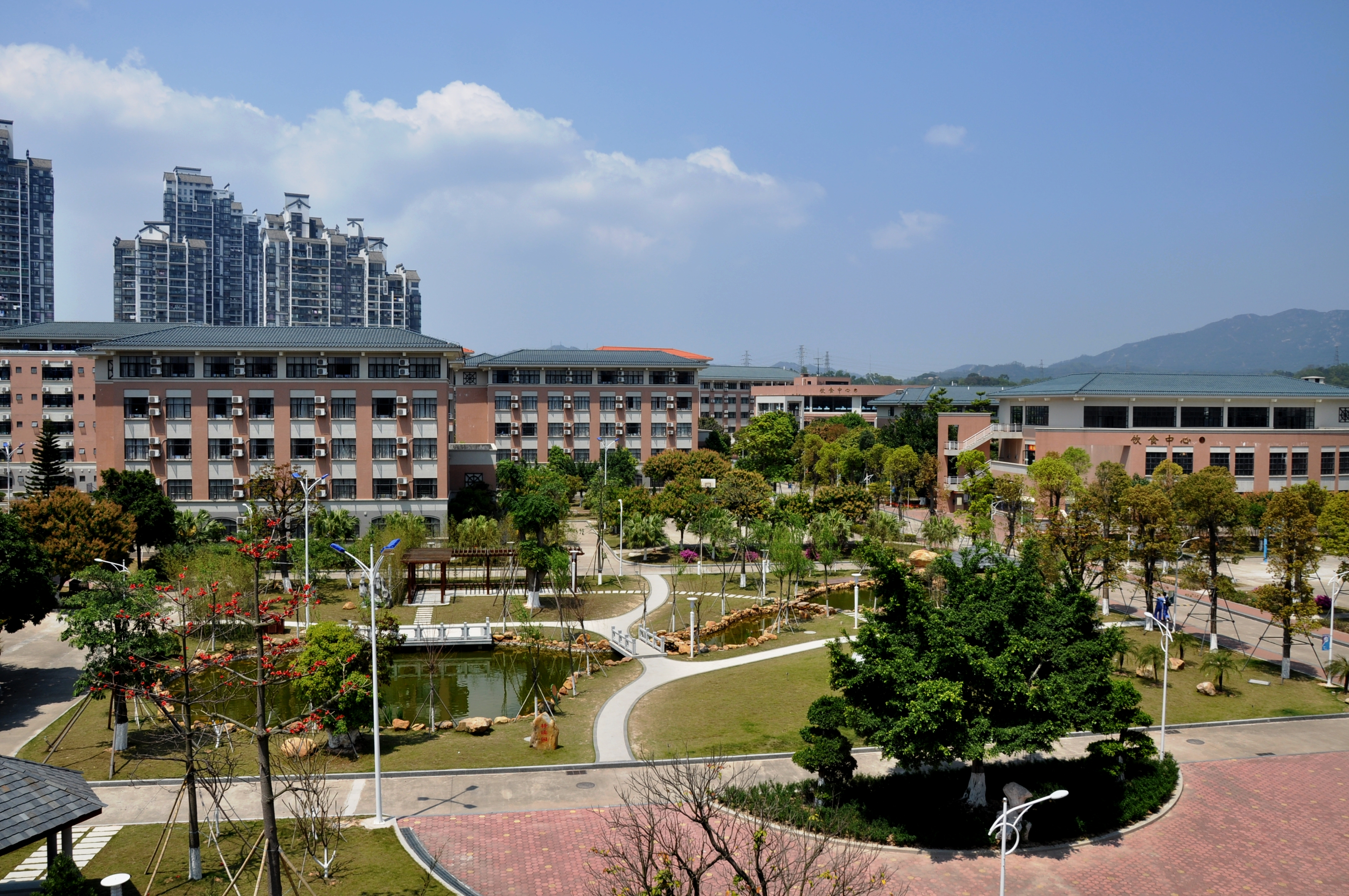
Un des nombreux quartiers résidentiels de Zhuhai.
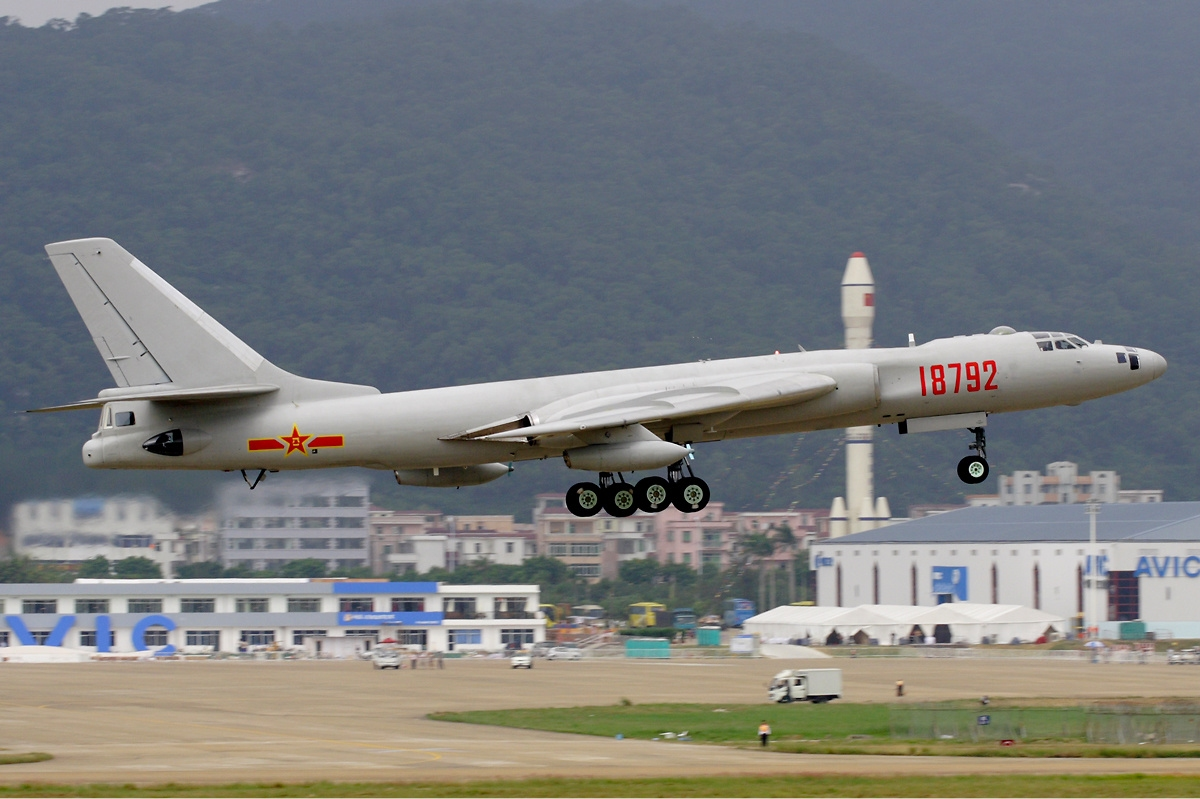
Xi'an H-6 au salon aérien de Zhuhai de 2008.

### Référence de traduction
- (en) Cet article est partiellement ou en totalité issu de l’article de Wikipédia en anglais intitulé « Zhuhai » (voir la liste des auteurs).